# 穆西 (涅夫勒省)
穆西（法語：Moussy，法語發音：[musi] ⓘ）是法国涅夫勒省的一个市镇，属于卢瓦尔河畔科讷库尔区。

## 地理
穆西（47°11'32"N, 3°27'13"E）面积11.97 平方千米，位于法国勃艮第-弗朗什-孔泰大區涅夫勒省，该省份为法国中部省份，北至约讷省，西北接卢瓦雷省，西接谢尔省，南至阿列省，东南接索恩-卢瓦尔省，东临科多尔省。
与穆西接壤的市镇（或旧市镇、城区）包括：尚帕勒芒、克吕拉维尔、蒙特努瓦松、乌隆、圣弗朗希、圣雷韦里安。

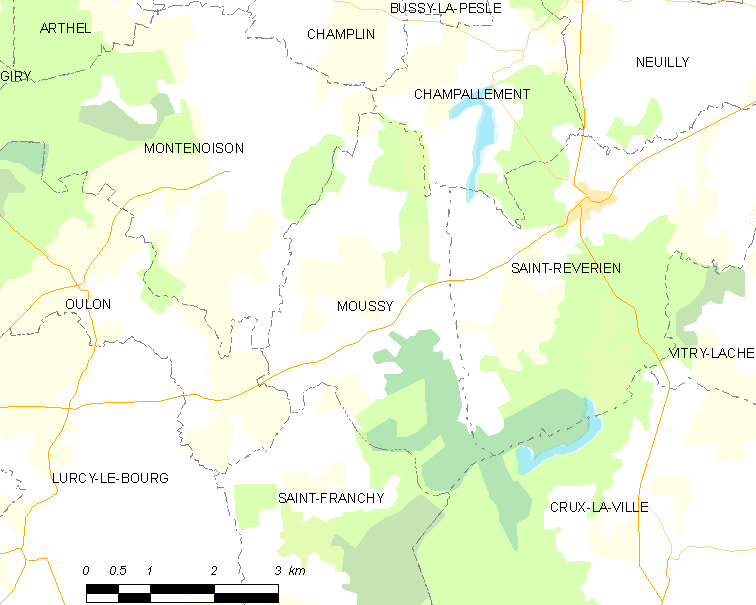
的OSM定位图

穆西的时区为UTC+01:00、UTC+02:00（夏令时）。

## 行政
穆西的邮政编码为58700，INSEE市镇编码为58184。

## 政治
穆西所属的省级选区为卢瓦尔河畔拉沙里泰县。

## 人口

1962-2008年间人口变化图示

穆西于2022年1月1日时的人口数量为108人。